# تروياني (قرية)
تروياني هي قرية من بلدية دابروكا التابعة لولومين في محافظة مازوفيا، في شرق ووسط بولندا. تقع بالقرب من شمال شرق ولومين وشمال شرق وارسو.

## الروابط الخارجية
1. ↑   https://bdl.stat.gov.pl/api/v1/data/localities/by-unit/071412934052-0509130?var-id=1639617&format=jsonapi. اطلع عليه بتاريخ 2022-10-05. {{استشهاد ويب}}: |url= بحاجة لعنوان (مساعدة) والوسيط |title= غير موجود أو فارغ (من ويكي بيانات) (مساعدة)
2. ↑   https://bdl.stat.gov.pl/api/v1/data/localities/by-unit/071412934052-0509130?var-id=1639618&format=jsonapi. اطلع عليه بتاريخ 2022-10-05. {{استشهاد ويب}}: |url= بحاجة لعنوان (مساعدة) والوسيط |title= غير موجود أو فارغ (من ويكي بيانات) (مساعدة)
3. ↑  GeoNames (بالإنجليزية), 2005, QID:Q830106
4. ↑  "Central Statistical Office (GUS) – TERYT (National Register of Territorial Land Apportionment Journal)" (بالبولندية). 1 Jun 2008. Archived from the original on 2017-05-08.